# Вулька (Львів)
Ву́лька — місцевість Франківського району Львова. Розташована між вулицями Княгині Ольги, Сахарова, Героїв Майдану, Стрийською і залізничним полотном.

## Історія

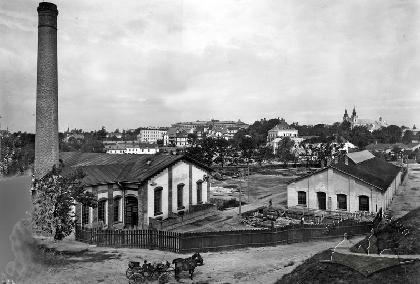
Вигляд на електростанцію та трамвайне депо (1894)

Колись Вулька була окремим (вільним) підміським поселенням над потоком Сорока (Вулецький потік). Воно було закладене у XVII столітті. Посеред нього текла притока Полтви — Вулецький потік. Він збирав на своєму шляху води з джерел і струмочків, утворюючи на Вульці ставки:
- Став Альзнера (інші назви: став «Полтава», став Бачинського)
- Вулецький став (інші назви: став Світязь, став Левицьких, став Маріонової) нині — «Медик»
- Собків став, нині на його місці стадіон по вул. Кастелівка

У XVI–XVII ст. ця територія належала до Микульчинських та Пелчинських ланів Галицького передмістя, вздовж яких ішла дорога до села Сокільники. У верхів'ях Сороки (Вулецького потоку) збереглася садибна забудова та планування XIX — першої половини XX ст. (вул. Бойківська, частково Куликівська), а на довколишніх горбах — гаї горіхових дерев. У 1864—1866 роках південну частину Вульки перетнула колія залізниці Львів — Чернівці, яка через долину Сороки (Вулецького потоку) проходить високим насипом, в якому влаштовано міст-тунель для дороги та річища потоку.
У 1894 році віденська фірма «Сіменс&Гальске» збудувала на Вульці першу у Львові електростанцію (потужністю 400 кінських сил, тобто сучасних 300 кВт) та трамвайне депо (сюди проклали декілька трамвайних маршрутів).
На перетині нинішніх вул. Сахарова та Княгині Ольги у 1930-х був стадіон «Луговий город», що належав товариству «Луг». Після того, як у 1938 році польська влада відібрала «для цілей оборони краю» стадіон «Сокола-Батька» при вул. Стрийській, «Луговий город» став найважливішою українською спортивною ареною Львова. Тут, зокрема, товариство «Рідна школа» проводило щорічні велелюдні Свята молоді.

## Джерело
- Мельник І. Львівські вулиці і кам'яниці, мури, закамарки, передмістя та інші особливості королівського столичного міста Галичини. — Львів: Центр Європи, 2008. — 383 с. — ISBN 978-966-7022-79-2.